# Larry Morey
Lawrence L. "Larry" Morey (Los Ángeles, California, 26 de marzo de 1905 -  Santa Bárbara, California, 8 de mayo de 1971) fue un letrista y guionista estadounidense. El coescribió algunas de las canciones más exitosas  para las películas de Disney de los años 1930 y 1940, incluyendo «Heigh-Ho» «Someday My Prince Will Come», y «Whistle While You Work»; también fue el responsable de la adaptación del libro de Felix Salten, Bambi, una vida en el bosque, para la película de Disney del año 1942, que lleva el mismo nombre, Bambi.

## Carrera
Nació en Los Ángeles, California, después de estudiar la universidad , él trabajó para las compañías estadounidenses Warner Bros. y Paramount, a quien escribió las letras de la canción  «The World Owes Me a Living», compuesta por Leigh Harline y cantada por Shirley Temple en la película Now and Forever. 
Se unió a Disney en 1933 y escribió varias canciones para cortos animados, incluyendo The Wise Little Hen y The Grasshopper and the Ants. Trabajando con el compositor  Frank Churchill, escribió cerca de 25 canciones para el primer dibujo animado de larga duración de Disney, Snow White and the Seven Dwarfs, en el año de 1937. Ocho de sus canciones fueron usadas en la película incluyendo: «Heigh-Ho», «Some Day My Prince Will Come», «Whistle While You Work», y «I'm Wishing», La película fue nominada para un Premio Óscar a la mejor banda sonora original.
En 1938 colaboró con el compositor Albert Hay Malotte para dar título a la canción del cortometraje animado, Ferdinand the Bull, el cual ganó  un Óscar al mejor cortometraje animado.
Trabajó con Frank Churchill en la banda sonora para la película El dragón chiflado en 1941.
Al año siguiente tanto él como  Perce Pearce fueron los responsables de  la adaptación del libro de Bambi en la película animada que lleva el mismo nombre. 
En 1949 recibió otra nominación al Premio Óscar, en junta del compositor Eliot Daniel, por la canción «Lavender's Blue», cantada por Burl Ives en la película So Dear to My Heart.

## Muerte
Morey murió en Santa Bárbara, California a los 66 años de edad.

## Premios y distinciones
Premios Óscar
| Año  | Categoría              | Canción          | Película            | Resultado |
| ---- | ---------------------- | ---------------- | ------------------- | --------- |
| 1943 | Mejor canción original | «Love Is a Song» | Bambi               | Nominado  |
| 1950 | Mejor canción original | «Lavender Blue»  | So Dear to My Heart | Nominado  |